# 조재현
조재현(1965년 6월 30일 ~ )은 대한민국의 前 배우이자 현재는 사업가이기도 하다.

## 생애
불광중학교 3학년 때 누나가 보여준 연극 『결혼』에 깊은 감명을 받아 배우가 되기로 결심했다고 한다. 하지만 예고 입시에 떨어져 일반 고교인 충암고등학교에 진학한 뒤 다시 계원예고로 전학을 갔으나 싸움도 많이 했고 결석도 잦아서 문제가 돼 3학년 때 자퇴한 뒤 한성고등학교로 옮겨 겨우 고교 졸업장을 받았다. 부산의 경성대학교 연극영화과를 졸업한 후 서울로 돌아와 1989년 KBS 공채 13기로 데뷔했는데 2000년 종영된 『사랑하세요?』 이후 타 방송사 위주로 활동해 오다가 2014년 1TV 주말 대하사극 『정도전』으로 KBS 복귀를 했다. 다음해 1990년에는 극단 '종각'을 창립하여 『우묵배미의 사랑』 등의 작품을 무대에 올렸다.
영화에서는 역시 성폭력 의혹을 강하게 받고 있는 김기덕 감독과 작품을 많이 해서 김기덕의 페르소나라고 불리기도 한다.

## 사건/논란

### 여배우 준강간, 성추행 및 성희롱 의혹
2018년 2월 23일 대한민국 내에서 미투 운동 바람이 일면서 성추행 논란을 빚은 배우로 조재현이 지목되었다. 이에 대해 피해 여배우 중 한명인 최율은 자신의 인스타그램에 조재현의 포털사이트 프로필 캡처 사진과 함께 "내가 너 언제 터지나 기다렸지. 생각보다 빨리 올 게 왔군. 이제 겨우 시작. 더 많은 쓰레기들이 남았다. 내가 잃을 게 많아서 많은 말은 못 하지만 변태XX들 다 없어지는 그 날까지 #미투(metoo)"라는 글을 게재했다. 그러고도 피해자에게 다섯 차례나 전화를 걸었다고 한다.
이어 조재현으로부터 성추행을 당했다는 피해자의 폭로가 또 나왔다. 공영방송 여성 스태프 B씨는 24일 서울경제신문과의 인터뷰에서 조재현이 “잠깐 들어와 보라”며 B씨를 옥상의 한 물탱크실로 유인한 후 문을 닫고 B씨를 벽에 밀쳐 억지로 키스했다고 한다. B씨가 버둥거리자 조씨는 B씨의 옷 안으로 손을 넣어 가슴을 만지고 B씨의 바지 안으로 손을 집어넣으려 했다. B씨가 손을 뿌리치자 이번에는 B씨 손을 잡은 뒤 조 씨 자신의 바지 안으로 억지로 집어넣었다. 조 씨는 “너는 너무 색기가 있다. 너만 보면 미치겠으니 나랑 연애하자”며 “내가 부산을 잘 아니까 작품 끝나면 같이 부산에 여행 가자”라고도 말했다고 한다. B씨는 “기억하고 싶지도 않을 만큼 끔찍한 기억이었다”며 “피해를 당한 후 구역질이 올라오고 병이 나 조씨를 피해 다녔는데 그 와중에도 조씨는 ‘체해서 밥도 못 먹느냐’는 카톡을 보냈다”라고 전했다.
몇 년 전 부산국제영화제 스탭으로 참여했던 사람의 증언에 따르면, 조재현은 예쁘장한 여자스탭만 보면 성희롱을 하는 통에 에스코트하기가 힘들었다고 한다.
조재현에게 진로상담을 요청했다가 성추행을 당했다고 주장하는 사람의 폭로도 나왔다. 2018년 2월 27일 방송된 TV조선 뉴스에 따르면 2011년 경성대 학생이었던 A씨는 "학교 선배인 조재현이 호텔로 데려가 성관계를 시도했다"라며 "옆에 앉혀서 키스를 하더라. 옷도 벗기려고 했다"라고 폭로했다.
2018년 3월 방영된 PD수첩에서 김기덕과 조재현의 성폭력 악행을 폭로한 C씨는 김 감독이 캐스팅 직후부터 성추행을 했고 합숙 촬영 중에는 성폭행까지 했다고 주장했다. 그는 "김 감독과 조재현, 조재현의 매니저가 하이에나처럼 밤마다 방문을 두드렸다. 혼자 있을 때는 누가 찾아올지 모르는 불안감에 너무 무섭고 지옥 같았다"라고 털어놨다. 그는 김 감독과 조재현에게 성폭행을 당했고 조재현의 매니저도 성폭행을 시도했다면서 "늘 그것(성관계)에만 혈안이 돼 있으니까 영화보다 그게 목적인 것 같았다" "김 감독과 조재현에 이어 조재현의 매니저마저 성폭행을 하려고 시도해서 가까스로 도망치자, 김 감독이 "한 번 대주지 그랬냐'라고 말했다"라고 폭로했다.

## 학력
- 서울연신국민학교 (졸업)
- 불광중학교 (졸업)
- 충암고등학교 (전학)
- 계원예술고등학교 (전학)
- 한성고등학교 (졸업)
- 경성대학교 연극영화학과 (졸업)
- 중앙대학교 예술대학원 공연영상학과 (졸업)

## 경력
- 2007년 8월 서울국제공연예술제 홍보대사
- 2008년 4월 국립공원 홍보대사
- 2008년 7월 제 10회 서울국제청소년영화제 심사위원
- 2009년 1월 경기영상위원회 위원장
- 2009년 7월 제 1회 DMZ국제다큐멘터리영화제 집행위원장
- 2010년 8월~ 경기도문화의전당 이사장
- 2011년 1월 건강보험심사평가원 홍보대사
- 2011년~2011년 9월 제 3회 DMZ국제다큐멘터리영화제 집행위원장
- 2012년 3월 성신여자대학교 융합문화예술대학 미디어영상연기과 부교수
- 2012년 3월 성신여자대학교 융합문화예술대학 미디어영상연기과 학과장
- 2013년 9월~ 제 5회 DMZ국제다큐멘터리영화제 집행위원장
- 2014년 경성대학교 예술종합대학 영화학과 교수

## 연기 및 방송 활동

### 영화
- 1989년 《매춘 2》 ... 오민국 역
- 1990년 《남자 시장》
- 1990년 《젊은 날의 초상》 ... 김인철 역
- 1992년 《가슴에 돋는 칼로 슬픔을 자르고》 ... 재호 역
- 1995년 《영원한 제국》 ... 이인몽 역
- 1996년 《카루나》 ... 종길 역
- 1996년 《악어》 ... 악어, 용패 역
- 1997년 《야생동물 보호구역》 ... 청해 역
- 1997년 《내 안에 우는 바람》 ... 청년 역
- 1998년 《처녀들의 저녁식사》 ... 영작 역
- 1999년 《얼굴》 ... 김 순경 역
- 2000년 《인터뷰》 ... 병권 역
- 2000년 《섬》 ... 망치 역(우정출연)
- 2001년 《교도소 월드컵》 ... 질문 역
- 2001년 《수취인불명》 ... 개눈 역
- 2001년 《나쁜 남자》 ... 한기 역
- 2001년 《작별》 ... 예고편 목소리 역
- 2003년 《청풍명월》 ... 규엽 역
- 2004년 《목포는 항구다》 ... 이수철 역
- 2004년 《맹부삼천지교》 ... 맹만수 역
- 2004년 《신부수업》 ... 성당공사 인부 역
- 2006년 《한반도》 ... 최민재 박사 역
- 2006년 《로망스》 ... 형준 역
- 2007년 《천년학》 ... 동호 역
- 2009년 《마린 보이》 ... 강 사장 역
- 2009년 《집행자》 ... 배종호 역
- 2010년 《인플루언스》 ... 고종 역
- 2011년 《더 킥》 ... 문 역
- 2013년 《콘돌은 날아간다》 ... 백 신부 역
- 2013년 《무게》 ... 정씨 역
- 2013년 《뫼비우스》 ... 아버지 역
- 2013년 《시바, 인생을 던져》 ... 백 감독 역
- 2014년 《역린》 ... 광백 역
- 2016년 《파리의 한국남자》 ... 상호 역
- 2016년 《봉이 김선달》 ... 성대련 역
- 2016년 《나홀로 휴가》 ... 콘도 1 부지배인 역

- 2016년 《나홀로 휴가》（각본, 연출）

### 드라마
- 1989년 KBS 청춘드라마 《사랑이 꽃피는 나무》
- 1990년 KBS 농촌드라마 《대추나무 사랑 걸렸네》 제2기
- 1990년 KBS 주말연속극 《야망의 세월》 ... 막내동생 박형규 역
- 1992년 KBS1 대하드라마 《삼국기》 ... 부여풍 역
- 1993년 MBC 기획특집극 《신화》 ... 주인공 김태수 역
- 1993년 MBC 미니시리즈 《여자의 남자》 ... 영수 역
- 1993년 KBS 미니시리즈 《기쁨이면서 슬픔인 채로》 ... 영욱 역 # 장편 드라마 첫 주인공 데뷔작
- 1993년 SBS 미니시리즈 《사랑과 우정》 ... 순구 역
- 1994년 MBC 단막극 《MBC 베스트극장 - 완벽한 남자를 만나는 일에 관하여》 ... 희준 역
- 1994년 KBS 일일연속극 《그대에게 가는 길》
- 1994년 MBC 단막극 《MBC 베스트극장-인간에 대한 예의》 ... 운동권 선배 역
- 1995년 KBS 장애인의 날 특집극 《한울타리》 ... 진수 역
- 1995년 SBS 주말극장 《옥이 이모》 ... 종락 역
- 1995년 KBS 일요아침드라마 《사랑한다면서》
- 1996년 SBS 드라마 스페셜 《도둑》
- 1996년 KBS 대하드라마 《찬란한 여명》 ... 고종 역
- 1997년 MBC 미니시리즈 《산》 ... 동복 역
- 1997년 KBS 미니시리즈 《열애》 ... 기석 역
- 1997년 KBS 추석특집극 《불붙는 난간》 ... 이신욱 역
- 1998년 KBS 주말연속극 《야망의 전설》 ... 마달수 역
- 1998년 KBS 아침드라마 《바람처럼 파도처럼》 ... 도하 역
- 1998년 MBC 단막극 《MBC 베스트극장 300회특집-전등사》 ... 홍목 역
- 1999년 SBS 드라마 스페셜 《해피투게더》 ... 조필두 역
- 1999년 MBC 일일연속극 《하나뿐인 당신》 ... 나경환 역
- 1999년 SBS 드라마스페셜 《퀸》... 박장순 역
- 1999년 KBS 청소년드라마 《학교 2》 ... 국어교사 조재현 역 (25회~)
- 1999년 KBS 주말연속극 《사랑하세요?》 ... 신덕배 역
- 2000년 SBS 드라마 스페셜 《줄리엣의 남자》 ... 복규 역
- 2000년 SBS 미니시리즈 《루키》 ... 허장석 역
- 2000년 KBS 청소년 드라마 《학교3》 ... 국어교사 조재현 역 (~16회)
- 2001년 SBS 드라마 스페셜 《피아노》 ... 한억관 역
- 2003년 MBC 미니시리즈 《다모》 ... 장성백의 부, 장일순 역 (특별 출연)
- 2003년 MBC 미니시리즈 《눈사람》 ... 한필승 역
- 2005년 MBC 가정의 달 특집극 《봄날의 미소》 ... 임대범 역
- 2005년 SBS 드라마 스페셜 《홍콩 익스프레스》 ... 강민수 역
- 2007년 MBC 미니시리즈 《뉴하트》 ... 최강국 역
- 2011년 MBC 창사특별기획 《계백》 ... 의자왕 역
- 2012년 JTBC 미니시리즈 《신드롬》 ... 차태진 역
- 2013년 MBC 주말연속극 《스캔들: 매우 충격적이고 부도덕한 사건》 ... 하명근 역
- 2014년 KBS1 대하드라마 《정도전》 ... 정도전 역
- 2014년 SBS 미니시리즈 《펀치》 ... 이태준 역
- 2015년 KBS 미니시리즈 《어셈블리》 ... 김동식 역 (특별 출연)
- 2016년 KBS2 수목드라마 《마스터 - 국수의 신》 ... 김길도 역
- 2016년 JTBC 금토드라마 《솔로몬의 위증》 ... 한경문 역
- 2017년 SBS 미니시리즈 《귓속말》 ... 이태준 역 (특별 출연)
- 2018년 tvN 월화드라마 《크로스》 ... 고정훈 역 - 마지막 TV 드라마 출연작

### 텔레비전 프로그램
- 1995년, 1996년 KBS 《가족오락관》 - 게스트 출연
- 2015년 SBS 《아빠를 부탁해》
- 2015년 JTBC 《김제동의 톡투유 - 걱정 말아요! 그대》
- 2016년 SBS 《씬스틸러》

### 라디오 프로그램
- 2016년 EBS FM 《EBS 책 읽는 라디오 낭독 시리즈》

### 연극
- 《세발 자전거》 ... 89'
- 《청부》 ... 89'
- 《성난 얼굴로 돌아보라》 ... 90'
- 《우묵배미의 사랑》 ... 90'
- 《에쿠우스》 ... 91', 04'(알런 스트랑 역), 09', 15'(마틴 다이사트 역)
- 《변신》 ... 94'
- 《자전거》 ... 94'
- 《좋은 녀석들》 ... 94'
- 《물고기 남자》 ... 99'
- 《칼멘》 ... 01'
- 《경숙이, 경숙 아버지》 ... 07'
- 《민들레 바람되어》 ... 08', 09', 11', 14'
- 《리타 길들이기》
- 《그와 그녀의 목요일》 ... 12', 13', 14'
- 《블랙버드》 ... 16'

### 뮤직비디오
- 2002년 포지션 - 마지막 약속
- 2006년 포맨 & 박정은 - 다시 사랑 할 수 있을까
- 2006년 바이브 - 그 남자 그 여자 (Feat. 장혜진)
- 2006년 임재범 - 가로수 그늘 아래 서면

## 홍보대사
- 2007년 서울국제공연예술제 홍보대사
- 2008년 국립공원 홍보대사
- 2014년 독도학교 홍보대사

## 수상
- 1991년 제27회 백상예술대상 연극부문 남자 신인연기상 《에쿠우스》
- 1992년 제13회 청룡영화상 신인남우상 《가슴에 돋는 칼로 슬픔을 자르고》
- 1993년 제29회 백상예술대상 영화부문 남자 신인연기상 《가슴에 돋는 칼로 슬픔을 자르고》
- 1999년 KBS 연기대상 남자 조연상 《학교 2》
- 1999년 SBS 연기대상 남자 조연상 《해피투게더》
- 2001년 제2회 부산영화평론가협회상 남우조연상 《수취인불명》
- 2001년 SBS 연기대상 남자 최우수연기상, 10대스타상 《피아노》
- 2002년 제38회 백상예술대상 영화부문 남자 최우수연기상 《나쁜 남자》
- 2003년 MBC 연기대상 연기자부문 특별상 《눈사람》
- 2008년 제3회 골든티켓어워즈 연극 남우주연상
- 2008년 MBC 연기대상 남자 최우수연기상 《뉴하트》
- 2008년 PCG어워드 시상식 올해의 커뮤니케이터상
- 2011년 연극열전3 어워즈 작품상 《에쿠우스》 #연출
- 2013년 제17회 판타지아 영화제 남우주연상 《무게》
- 2013년 제1회 시드니 영화제 장편부문 남우주연상 《무게》
- 2013년 제26회 그리메상 최우수 남자연기자상 《스캔들》
- 2013년 MBC 연기대상 남자 황금연기상 《스캔들》
- 2014년 제50회 백상예술대상 TV부문 남자 최우수연기상 《정도전》
- 2014년 제3회 에이판 스타 어워즈 장편드라마부문 남자 최우수연기상 《정도전》
- 2014년 KBS 연기대상 방송3사 PD가 뽑은 연기상, 남자 최우수연기상 《정도전》
- 2015년 제27회 한국PD대상 탤런트부문 출연자상 《정도전》, 《펀치》
- 2015년 제42회 한국방송대상 연기자부문 개인상 《펀치》
- 2015년 SBS 연기대상 중편드라마부문 남자 최우수연기상, 10대 스타상 《펀치》

## 가족 관계
- 형: 조수현 ( ~ 1995년 9월 28일[3])
- 배우자: 김지숙
  - 아들: 조수훈
  - 딸: 조혜정 (1992년 ~ )